# Kim tự tháp Bắc Mazghuna
Kim tự tháp Bắc Mazghuna là một trong hai lăng mộ hoàng gia (còn lại là Kim tự tháp Nam Mazghuna) được xây dựng vào khoảng cuối Vương triều thứ 12 tại vùng Mazghuna, cách nghĩa trang Dahshur 5 km về phía nam. Cả hai kim tự tháp tại Mazghuna vẫn chưa được hoàn thành, và thậm chí tên của vị pharaon được dự định chôn cất tại đây cũng không được tìm thấy.
Các kim tự tháp Mazghuna được Ernest Mackay phát hiện vào năm 1910 và được Flinders Petrie khai quật vào năm sau.

## Chủ nhân
Khi cả hai kim tự tháp Mazghuna được phát hiện, các nhà nghiên cứu đã nhận thấy nhiều nét tương đồng về cấu trúc giữa hai kim tự tháp này với kim tự tháp của Amenemhat III tại Hawara. Vì lý do này mà kim tự tháp phía bắc được gán cho Sobekneferu - nữ hoàng duy nhất và cũng là pharaon cuối cùng của Vương triều thứ 12, con gái của Amenemhat III; trong khi đó, kim tự tháp phía nam được cho là thuộc về pharaon Amenemhat IV - con trai và người kế vị của Amenemhat III.
Amenemhat IV cũng được cho là chồng của Sobekneferu nhưng bà không bao giờ được gọi là "Vợ của Vua". Amenemhat IV băng hà mà không có con kế vị nên ngai vàng được trao về tay của nữ hoàng Sobekneferu. Sau khi bà qua đời thì Vương triều thứ 12 cũng chấm dứt.
Tuy nhiên, William Christopher Hayes lại nghĩ rằng hai kim tự tháp Mazghuna này được xây dựng vào thời kỳ Vương triều thứ 13, bởi vì chúng cũng có vài điểm tương đồng với Kim tự tháp Khendjer. Trong trường hợp này, các kim tự tháp Mazghuna có thể thuộc sở hữu của hai trong số những pharaon cai trị trước Merneferre Ay.

## Cấu trúc
Mặc dù phần lõi không được hoàn thành, kim tự tháp Bắc Mazghuna vẫn được cho là lớn hơn so với hàng xóm của nó, Kim tự tháp Nam Mazghuna, với chiều dài các cạnh là 52,5 mét. Có một con đường đắp cao với tường gạch bùn nằm ở phía bắc của kim tự tháp. Người ta cũng không tìm được dấu tích của một đền đài nào được xây trong khu phức hợp, có lẽ chúng cũng không bao giờ được xây dựng.
Lối vào cấu trúc bên dưới nằm ở phía đông kim tự tháp. Hành lang ở lối vào sẽ hướng đến một cầu thang dẫn xuống một căn phòng ngoài hình vuông. Từ căn phòng này, một cầu thang nằm bên phải sẽ nối với một hành lang hình chữ U. Hành lang thứ hai này có 2 cửa kéo bằng đá thạch anh, chúng vẫn nằm nguyên ở trong hai khe tường, chưa được đóng lại. Mái của phòng chôn cất hình chữ V, bên trong chứa một tảng thạch anh nguyên khối, được khoét một lỗ sâu hình chữ nhật để đặt quan tài và lỗ nhỏ hơn để đặt rương chứa bình nội tạng. Nắp quan tài thạch anh nặng 42 tấn, nó vẫn còn nằm ở một căn phòng phụ, chưa bao giờ được đậy lại. Cỗ quan tài đã được mài nhẵn và sơn đỏ, nhưng vẫn không có dấu hiệu chôn cất diễn ra ở đây. Mặt ngoài của những phần được xây bằng đá thạch anh đều được sơn đỏ và được vẽ thêm những sọc màu đen. Một căn phòng lớn thông với phòng chôn cất chính, tới nay vẫn không rõ công dụng của căn phòng này.